# Groenendael
A groenendael a négy belga juhászkutya egyik legnépszerűbb tagja. Az Nemzetközi Kinológiai Szövetség által kiállított standard '(15. számú)'A típusok habár hasonlóak, de temperamentumukban különbözőek.A Malinois közülük a legagreszívabb, és legakaratosabb.A "gröni" szőre fekete és hosszú. Az AKC (Amerikai kennel Club) külön fajtaként kezeli a belga juhászokat, de csak hármat ismer el közülük, a Laekenoist nem.

## Küllem
Elegáns megjelenésű, harmonikus felépítésű, középtermetű eb. Kvadratikus testfelépítésű, száraz és plasztikus izomzattal. A fej magasan tartott. A kanok és a szukák közötti méretkülönbség jelentős. A kanok marmagassága 62 cm, a szukáké 58 cm. (lefelé 2 cm, fölfelé 4 cm a tolerancia.) A súly a kanoknál 25–30 kg, a szukáknál 20–25 kg.

### Szőrzet
A szőr rövid a fejen, valamint a lábakon könyöktől lefelé. A test többi részén a szőr hosszú, egyenes és fényes, egyszínű fekete. A nyakon hosszabb, mint a hátakon, a farokon zászlót alkot. A kanokon átlagosan hosszabb a szőr, mint a szukákon. A groenendael mindig koromfekete, de a mellkasán és a lábujjain fehér foltokat viselhet.

## Vérmérséklete
A groenendael és a belga juhászkutyák energikusak, élénkek, érzékenyek és éberek. Kitartóak, értelmesek és okosak, szeretnek dolgozni és nagyon ragaszkodnak a gazdájukhoz. Igen figyelmesek, s szükség esetén meggyőző módon védelmezik a családjukat és azok tulajdonát. Ha a kutyák már kicsi koruktól kezdve megfelelő tapasztalatokat szereztek, nem jelenthet gondot számukra a más kutyákkal, a macskákkal vagy egyéb háziállatokkal való együttélés. A gyerekekkel is remekül kijönnek. Az idegenekkel szemben kissé félénkek és óvatosak. Nem kedvelnek mindenkit, de a család barátait lelkesen üdvözlik.

## Megjegyzés
Nevét egy belga kastélyról, Groenendaelről kapta, és egy bizonyos Nnicholas Rose tenyésztette ki ezt a típust. A holland juhászkutya erre a  második világháborúban szanitéckutyaként és vöröskeresztes ebként is szolgált. Különösen szoros rokonságban áll a tervuerennel, olyannyira, hogy egy alomban kétféle kiskutya is születhet. Az Agility versenyeken különösen eredményes a tervuerennel együtt, a maxi kategóriában szinte mindig belga a befutó (ha nem egy magasabb Border collie.

## Külső hivatkozások
- Standard angolul